# Петухов, Юрий Николаевич
Юрий Николаевич Петухо́в (род. 6 ноября 1953, Свердловск, РСФСР, СССР) — артист балета и хореограф. Солист Пермского театра оперы и балета (1972—1979) и Санкт-Петербургского театра оперы и балета им. М. П. Мусоргского (1979—2001), балетмейстер Санкт-Петербургского театра балета имени Леонида Якобсона (2001—2011). Заслуженный артист РСФСР (1978), Народный артист Российской Федерации (1996).

## Биография
Родился 6 ноября 1953 года в Свердловске.
В 1964 году поступил в Киевское хореографическое училище. Через 2 года, в 1966 году, перевелся в Пермское хореографическое училище, где среди его преподавателей были Нинель Пидемская, Р. Ф. Прыткова, Игорь Шаповалов, Марат Газиев, Лев Асауляк. После выпуска в 1972 году по классу Юлия Плахта был принят в труппу Пермского театра оперы и балета имени П. И. Чайковского. Как солист дебютировал в партии Франца в балете «Коппелия».
В 1976 году участвовал во Всесоюзном конкурсе артистов балета в Москве, где стал лауреатом III премии.
В 1977 году был в числе артистов Пермского театра, удостоенных премии имени М. И. Глинки за спектакли «Ромео и Джульетта» и «Слуга двух господ». В 1978 году получил звание «Заслуженный артист РСФСР».
В 1979 году вслед за балетмейстером Николаем Боярчиковым переехал в Ленинград, где начал работать в Малом театре оперы и балета. Боярчиков оказал большое влияние на молодого артиста, зародив у него интерес к балетмейстерской деятельности. В 1982 году Юрий поступил на балетмейстерское отделение Ленинградской консерватории имени Н. А. Римского-Корсакова, которое окончил в 1989 году.
В 1992 году получил I премию за хореографию на Международном конкурсе артистов балета «Майя» (Санкт-Петербург), в 1993 году стал лауреатом III премии Всероссийского конкурса артистов балета в Москве в конкурсе хореографов.
В 1996 году был удостоен звания «Народный артист России».
В 2001—2011 годах работал в Санкт-Петербургском театре балета имени Леонида Якобсона.
Член жюри XVI конкурса артистов балета «Арабеск—2020».

## Признание и награды
- 1976 — лауреат III премии Всесоюзного конкурса артистов балета в Москве[1]
- 1977 — Государственная премия РСФСР имени М. И. Глинки (за спектакли «Ромео и Джульетта» и «Слуга двух господ», в составе коллектива)[1]
- 1978 — Заслуженный артист РСФСР[1][неавторитетный источник]
- 1992 — I премия за лучшую хореографию на II Международном конкурсе балета «Майя» (Санкт-Петербург)[1]
- 1993 — III премия за лучшую хореографию на Всероссийском конкурсе артистов балета в Москве[1]
- 1996 — Народный артист России[1]

## Фильмография
- 1986 — Миф — артист балета